# سلالة كاركيا
سلالة كاركياييان هي سلالة زيدية والشيعة حكمت بيا بيش (محافظة غیلان الشرقية) من 1370 إلى 1592 م، ساعدت سلالة كاركياييان إسماعيل الصفوي في تأسيس السلالة الصفوية وأصبحت فيما بعد دولة تابعة للإمبراطورية. قام الشاه الصفوي، عباس الأول، بوضع حد لسلالة كاركياييان من خلال إرسال جيش إلى جيلان عام 1592.

## حكام كاركياييان
1. علي كيا (1370-1389
2. هادي كيا (1389-1394)
3. أمير سيد محمد (1394-1430)
4. السيد ناصر كيا (1430-1448)
5. سلطان محمد كيا (1448-1478)
6. سلطان علي ميرزا (1478-1505)
7. سلطان أحمد خان (1506-1534)
8. سلطان كيا علي (1534-1534/5)
9. سلطان حسن كيا (1534/5-1538)
10. خان أحمد خان (1538-1592)